# Vladimir de la Cruz de Lemos
Manuel Vladimir de la Cruz de Lemos, más conocido como Vladimir de la Cruz (San José, 17 de julio de 1946) es un político, historiador, profesor universitario y ex embajador de Costa Rica en Venezuela. Fue candidato presidencial del partido izquierdista Fuerza Democrática en tres ocasiones.

## Biografía
Vladimir de la Cruz es un miembro fundador de Fuerza Democrática, y su secretario general, tres veces candidato presidencial del mismo partido, entró en disputas con otras figuras destacadas del partido como Gerardo Trejos Salas, José Merino del Río, Célimo Guido Cruz y Rodrigo Gutiérrez Schwanhausen quienes abandonaron el Partido para unirse a otras fuerzas políticas variadas. Durante la campaña presidencial del 2006 atacó en una multimillonaria campaña mediática a Ottón Solís (PAC) y a Otto Guevara Guth (ML), los principales rivales electorales de Óscar Arias Sánchez (PLN) (Guevara lo acusó de haber recibido dinero de Arias para dicha campaña). Opositor al Tratado de Libre Comercio con Estados Unidos, posterior a las elecciones presidenciales moderó su oposición y escribió artículos en el periódico derechista La Nación a favor del gobierno y de los hermanos Arias. En el 2008 fue nombrado embajador de Costa Rica ante Venezuela lo que generó fuertes críticas por parte de la izquierda que consideraron una traición el que trabajara para el gobierno de su supuesto enemigo ideológico Óscar Arias.
También fue nombrado miembro de la Junta de Notables convocada por la presidenta Laura Chinchilla para elaborar sugerencias de reforma del estado.

## Cargos
- Decano Facultad Ciencias Sociales, Universidad Nacional
- Director Instituto de Estudios del Trabajo, Universidad Nacional.
- Director de Cátedra Historia de las Instituciones de Costa Rica, en Universidad de Costa Rica.
- Fiscal Asociación Nacional de Autores de Obras Literarias, Artísticas y Científicas de Costa Rica
- Presidente y Directivo de la Editorial Costa Rica.
- Presidente y Directivo del Museo Dr. Rafael Calderón Guardia.
- Embajador ante el gobierno de Venezuela.

## Premios
- Premio Nacional Aquileo J. Echeverría
- Premio Nacional Cleto González Víquez de la Academia de Geografía e historia de Costa Rica.